# Mitford Hall

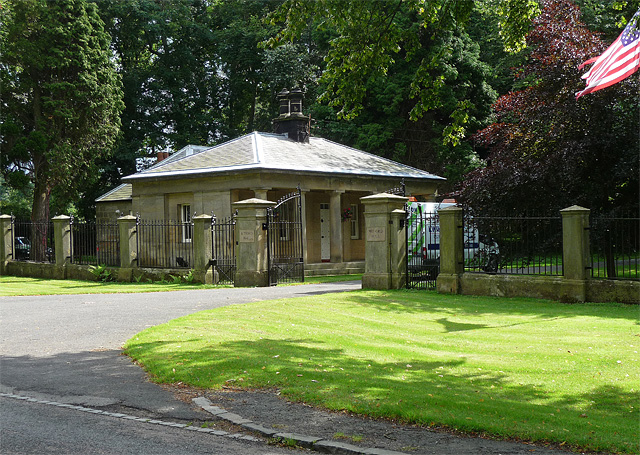
Lodge und Tore von Mitford Hall

Mitford Hall ist ein Landhaus im Dorf Mitford in der  englischen Grafschaft Northumberland. Es steht in einem 34 Hektar großen Park über dem River Wansbeck. English Heritage hat das georgianische Haus als historisches Bauwerk II*. Grades gelistet.
1828 ließ es die Familie Mitford nach Plänen des Architekten John Dobson erbauen. Es ersetzte ihren alten Familiensitz, Mitford Old Manor House auf der anderen Flussseite.
Seit 1993 gehört das Anwesen Shepherd Offshore, einem Unternehmen der Familie Shepherd, das von Bruce und Freddy Shepherd geführt wird.